# 4 Play (phim)
4 Play (Phát hành lại ở Nollywood dưới tên 4 can Play bởi De-Kross Movies để phân phối quốc tế) là một bộ phim hài lãng mạn của Nigeria, phát hành năm 2010 do Frank Rajah Arase đạo diễn, với sự tham gia của Majid Michel, Yvonne Okoro, John Dumelo, Jackie Appiah, Roselyn Ngissah và Juliet Ibrahim. Tiếp nối bộ phim là phần tiếp theo mang tên 4Play Reloaded, phát hành năm 2011. Phim nhận được 3 đề cử tại Giải thưởng Điện ảnh Ghana năm 2010 và cuối cùng giành được giải Nữ diễn viên chính xuất sắc nhất.

## Diễn viên
- Majid Michel trong vai Alvin
- John Dumelo trong vai Rex
- Jackie Appiah trong vai Jezel
- Yvonne Okoro trong vai Ruby
- Juliet Ibrahim trong vai Nivera
- Roselyn Ngissah trong vai Angie
- Jesse Sarpong trong vai Kojo
- Kalsum Sinare trong vai mẹ của Jezel
- Omar Sherif Captain trong vai Jake
- Roger Quartey trong vai luật sư Dickson

## Đón nhận
modernghana.com khen ngợi diễn xuất và đạo diễn của bộ phim.